# Ele Opeloge
Ele Opeloge (ur. 11 lipca 1985 w Apii) – samoańska sztangistka, srebrna medalistka olimpijska.

## Igrzyska
Dwukrotnie reprezentowała swój kraj w podnoszeniu ciężarów na igrzyskach olimpijskich. Podczas igrzysk olimpijskich w Pekinie zdobyła srebrny medal w wadze superciężkiej. W zawodach tych rozdzieliła na podium Jang Mi-ran z Korei Południowej i Nigeryjkę Mariam Usman. Pierwotnie Opeloge zajęła czwarte miejsce, jednak w 2015 roku za doping zdyskwalifikowane zostały Ukrainka Olha Korobka (2. miejsce) oraz Marija Grabowiecka z Kazachstanu (3. miejsce), a srebrny medal przyznano reprezentantce Samoa. Na rozgrywanych cztery lata później igrzyskach w Londynie, w kategorii + 75 zajęła 6. miejsce.

## Osiągnięcia

### Mistrzostwa Australii i Oceanii w podnoszeniu ciężarów
- Dwa złote medale (w 2007 i 2008), oraz srebrny (2006).

### Igrzyska Wspólnoty Narodów
- Złoty medal (2010)

Jej siostra Mary również jest sztangistką i olimpijką.